# Station Kruisstraat
Station Kruisstraat Ks is een voormalige stopplaats in Kruisstraat aan de spoorlijn Tilburg - Nijmegen en ligt tussen de huidige stations Rosmalen en Oss West. Het station werd geopend op 4 juni 1881 en is ondertussen gesloten.